# Lijst van Tweede Kamerleden 1856-1858
Lijst van Tweede Kamerleden 1856-1858 geeft een overzicht van de leden van de Nederlandse Tweede Kamer in de periode tussen de periodieke verkiezingen van 1856 en de periodieke verkiezingen van 1858. De zittingsperiode van de Tweede Kamer ging in op 17 september 1856 en eindigde op 19 september 1858.
De Tweede Kamer telde 68 leden, die gekozen werden in 38 kiesdistricten. Zij werden gekozen voor een termijn van vier jaar; om de twee jaar werd de helft van de Tweede Kamer vernieuwd.
| Naam                                     | groepering                | district         | begindatum             | einddatum         | refs   |
| ---------------------------------------- | ------------------------- | ---------------- | ---------------------- | ----------------- | ------ |
| Dirk van Akerlaken                       | liberalen                 | Hoorn            | 18-09-1854 [ d ]       | 19 september 1858 | [ 2 ]  |
| Sebastiaan Anemaet                       | thorbeckianen             | Zierikzee        | 18-09-1854 [ d ]       | 19 september 1858 | [ 3 ]  |
| Hubert van Asch van Wijck                | antirevolutionairen       | Amersfoort       | 12 oktober 1857        | 19 september 1858 | [ 4 ]  |
| Jean Baud                                | conservatieven            | Amsterdam        | 18-09-1854 [ d ]       | 19 september 1858 | [ 5 ]  |
| Carolus Beens                            | thorbeckianen             | Tilburg          | 17 september 1856      | 14-09-1860 [ f ]  | [ 6 ]  |
| Jan Bieruma Oosting                      | conservatieven            | Leeuwarden       | 18-09-1854 [ d ]       | 15 april 1858     | [ 7 ]  |
| Steven Blaupot ten Cate                  | liberalen                 | Groningen        | 17 september 1856      | 14-09-1860 [ f ]  | [ 8 ]  |
| Johannes Bosscha                         | conservatieven            | Amsterdam        | 18-09-1854 [ d ]       | 3 april 1858      | [ 9 ]  |
| Pieter van Bosse                         | liberalen                 | Rotterdam        | 17 september 1856      | 12 maart 1858     | [ 10 ] |
| Johannes Bots                            | thorbeckianen             | Eindhoven        | 17 september 1856      | 14-09-1860 [ f ]  | [ 11 ] |
| Willem de Brauw                          | conservatief-protestanten | Gouda            | 17 september 1856      | 14-09-1860 [ f ]  | [ 12 ] |
| Isaäc ter Bruggen Hugenholtz             | thorbeckianen             | Dokkum           | 18-09-1854 [ d ]       | 19 september 1858 | [ 13 ] |
| Joannes van Deinse                       | conservatieven            | Goes             | 17 september 1856      | 14-09-1860 [ f ]  | [ 14 ] |
| Isaäc Delprat                            | conservatieven            | 's-Gravenhage    | 18-09-1854 [ d ]       | 3 april 1858      | [ 15 ] |
| Isaäc Delprat                            | conservatieven            | 's-Gravenhage    | 21-09-1858 [ k ] [ l ] | 19 september 1858 | [ 15 ] |
| Jacob Dirks                              | conservatieven            | Leeuwarden       | 17 september 1856      | 14-09-1860 [ f ]  | [ 16 ] |
| Gustaaf Dommer van Poldersveldt          | conservatief-katholieken  | Nijmegen         | 17 september 1856      | 14-09-1860 [ f ]  | [ 17 ] |
| Willem Dullert                           | thorbeckianen             | Zutphen          | 18-09-1854 [ d ]       | 19 september 1858 | [ 18 ] |
| Daniël van Eck                           | thorbeckianen             | Middelburg       | 17 september 1856      | 14-09-1860 [ f ]  | [ 19 ] |
| Pieter Elout van Soeterwoude             | antirevolutionairen       | Gorinchem        | 17 september 1856      | 14-09-1860 [ f ]  | [ 20 ] |
| Cornelis van Foreest                     | conservatief-protestanten | Alkmaar          | 17 september 1856      | 14-09-1860 [ f ]  | [ 21 ] |
| Siebert van Franck                       | conservatieven            | Amsterdam        | 18-09-1854 [ d ]       | 19 september 1858 | [ 22 ] |
| Willem Gevers Deynoot                    | thorbeckianen             | 's-Gravenhage    | 17 september 1856      | 14-09-1860 [ f ]  | [ 23 ] |
| Michel Godefroi                          | gematigde liberalen       | Amsterdam        | 17 september 1856      | 14-09-1860 [ f ]  | [ 24 ] |
| Jan van Goltstein                        | conservatief-liberalen    | Utrecht          | 17 september 1856      | 12 maart 1858     | [ 25 ] |
| Guillaume Groen van Prinsterer           | antirevolutionairen       | Leiden           | 17 september 1856      | 20 juli 1857      | [ 26 ] |
| Floris van Hall                          | conservatief-liberalen    | Hoorn            | 20-09-1858 [ n ] [ l ] | 14-09-1860 [ f ]  |        |
| Jan Heemskerk                            | thorbeckianen             | Haarlem          | 18-09-1854 [ d ]       | 19 september 1858 | [ 27 ] |
| Louis van Heiden Reinestein              | conservatieven            | Assen            | 17 september 1856      | 14-09-1860 [ f ]  | [ 28 ] |
| Johannes Hengst                          | liberalen                 | Boxmeer          | 17 september 1856      | 14-09-1860 [ f ]  | [ 29 ] |
| Cornelis Hoekwater                       | conservatieven            | Delft            | 17 september 1856      | 14-09-1860 [ f ]  | [ 30 ] |
| Wolter van Hoëvell                       | thorbeckianen             | Almelo           | 17 september 1856      | 14-09-1860 [ f ]  | [ 31 ] |
| Mari Hoffmann                            | conservatief-protestanten | Gouda            | 18-09-1854 [ d ]       | 19 september 1858 | [ 32 ] |
| Anthony Hoynck van Papendrecht           | liberalen                 | Rotterdam        | 18-09-1854 [ d ]       | 19 september 1858 | [ 33 ] |
| Wieger Idzerda                           | thorbeckianen             | Leeuwarden       | 20-09-1858 [ o ] [ l ] | 19 september 1858 | [ 34 ] |
| Franciscus Jespers                       | thorbeckianen             | Tilburg          | 18-09-1854 [ d ]       | 19 september 1858 | [ 35 ] |
| Jacobus de Kempenaer                     | conservatieven            | Tiel             | 18-09-1854 [ d ]       | 19 september 1858 | [ 36 ] |
| Nicolaas Kien                            | conservatieven            | Utrecht          | 18-09-1854 [ d ]       | 19 september 1858 | [ 37 ] |
| Charles de Limpens                       | thorbeckianen             | Maastricht       | 18-09-1854 [ d ]       | 19 september 1858 | [ 38 ] |
| Gijsbertus van der Linden                | thorbeckianen             | Almelo           | 18-09-1854 [ d ]       | 19 september 1858 | [ 39 ] |
| Pieter de Lom de Berg                    | conservatief-katholieken  | Roermond         | 18-09-1854 [ d ]       | 19 september 1858 | [ 40 ] |
| Johannes Luyben                          | conservatief-katholieken  | 's-Hertogenbosch | 18-09-1854 [ d ]       | 19 september 1858 | [ 41 ] |
| Willem van Lynden                        | antirevolutionairen       | Arnhem           | 17 september 1856      | 14-09-1860 [ f ]  | [ 42 ] |
| Æneas Mackay                             | antirevolutionairen       | Arnhem           | 18-09-1854 [ d ]       | 19 september 1858 | [ 43 ] |
| Evert du Marchie van Voorthuysen         | conservatieven            | Utrecht          | 13 april 1858          | 14-09-1860 [ f ]  | [ 44 ] |
| Karel Meeussen                           | thorbeckianen             | Breda            | 18-09-1854 [ d ]       | 19 september 1858 | [ 45 ] |
| Antonius Meijlink                        | conservatief-katholieken  | Eindhoven        | 18-09-1854 [ d ]       | 19 september 1858 | [ 46 ] |
| Joannes van Nispen van Sevenaer          | liberalen                 | Nijmegen         | 18-09-1854 [ d ]       | 19 september 1858 | [ 47 ] |
| Nicolaas Olivier                         | thorbeckianen             | Rotterdam        | 13 april 1858          | 14-09-1860 [ f ]  | [ 48 ] |
| Johannes van der Poel                    | conservatieven            | Dordrecht        | 17 september 1856      | 14-09-1860 [ f ]  | [ 49 ] |
| Johannes de Poorter                      | thorbeckianen             | 's-Hertogenbosch | 17 september 1856      | 14-09-1860 [ f ]  | [ 50 ] |
| Frederik van Rappard                     | conservatieven            | Amersfoort       | 18-09-1854 [ d ]       | 21 september 1857 | [ 51 ] |
| Johan van Reede van Oudtshoorn           | antirevolutionairen       | Amersfoort       | 17 september 1856      | 14-09-1860 [ f ]  | [ 52 ] |
| Karel Poortman                           | thorbeckianen             | Alkmaar          | 21 april 1857          | 19 september 1858 | [ 53 ] |
| Gerlach van Reenen                       | conservatieven            | Amsterdam        | 3 mei 1858             | 19 september 1858 | [ 54 ] |
| Geert Reinders                           | liberalen                 | Zuidhorn         | 18-09-1854 [ d ]       | 19 september 1858 | [ 55 ] |
| Jan Rochussen                            | conservatieven            | Alkmaar          | 18-09-1854 [ d ]       | 28 januari 1857   | [ 56 ] |
| Pieter Sander                            | conservatieven            | Dordrecht        | 18-09-1854 [ d ]       | 19 september 1858 | [ 57 ] |
| Rutger Schimmelpenninck van Nijenhuis    | conservatieven            | Leiden           | 22 september 1857      | 14-09-1860 [ f ]  | [ 58 ] |
| Willem Schimmelpenninck van der Oye      | conservatieven            | Zutphen          | 17 september 1856      | 14-09-1860 [ f ]  | [ 59 ] |
| Jan Slicher van Domburg                  | conservatieven            | Middelburg       | 18-09-1854 [ d ]       | 19 september 1858 | [ 60 ] |
| Bartholomeus Sloet tot Oldhuis           | thorbeckianen             | Zwolle           | 17 september 1856      | 14-09-1860 [ f ]  | [ 61 ] |
| Harm Stolte                              | conservatieven            | Amsterdam        | 17 september 1856      | 14-09-1860 [ f ]  | [ 62 ] |
| Lambertus Storm                          | thorbeckianen             | Breda            | 17 september 1856      | 14-09-1860 [ f ]  | [ 63 ] |
| Carel Storm van 's Gravesande            | conservatief-liberalen    | Steenwijk        | 17 september 1856      | 14-09-1860 [ f ]  | [ 64 ] |
| Martin Strens                            | liberalen                 | Roermond         | 17 september 1856      | 14-09-1860 [ f ]  | [ 65 ] |
| Pieter Taets van Amerongen tot Natewisch | conservatieven            | Leiden           | 18-09-1854 [ d ]       | 19 september 1858 | [ 66 ] |
| Johan Rudolph Thorbecke                  | thorbeckianen             | Deventer         | 17 september 1856      | 14-09-1860 [ f ]  | [ 67 ] |
| Peter Tutein Nolthenius                  | conservatieven            | Hoorn            | 17 september 1856      | 1 juli 1858       | [ 68 ] |
| Petrus van der Veen                      | conservatief-liberalen    | Assen            | 18-09-1854 [ d ]       | 19 september 1858 | [ 69 ] |
| Pieter Vegilin van Claerbergen           | conservatieven            | Sneek            | 18-09-1854 [ d ]       | 19 september 1858 | [ 70 ] |
| Rembertus Westerhoff                     | thorbeckianen             | Appingedam       | 17 september 1856      | 14-09-1860 [ f ]  | [ 71 ] |
| Edmond van Wintershoven                  | thorbeckianen             | Maastricht       | 17 september 1856      | 14-09-1860 [ f ]  | [ 72 ] |
| Willem Wintgens                          | conservatieven            | Delft            | 18-09-1854 [ d ]       | 19 september 1858 | [ 73 ] |
| Schelte Wybenga                          | conservatief-liberalen    | Sneek            | 17 september 1856      | 14-09-1860 [ f ]  | [ 74 ] |
| Jan Zijlker                              | thorbeckianen             | Appingedam       | 18-09-1854 [ d ]       | 19 september 1858 | [ 75 ] |
| Jacob van Zuylen van Nijevelt            | thorbeckianen             | Zwolle           | 18-09-1854 [ d ]       | 19 september 1858 | [ 76 ] |

1815-1818 ·
1818-1821 ·
1821-1824 ·
1824-1827 ·
1827-1830 ·
1830-1833 ·
1833-1836 ·
1836-1839 ·
1839-1842 ·
1842-1845 ·
1845-1848 ·
1848-1849 ·
1849-1850 ·
1850-1852 ·
1852-1853 ·
1853-1854 ·
1854-1856 ·
1856-1858 ·
1858-1860 ·
1860-1862 ·
1862-1864 ·
1864-1866 ·
1866 (sep) ·
1866-1868 ·
1868-1869 ·
1869-1871 ·
1871-1873 ·
1873-1875 ·
1875-1877 ·
1877-1879 ·
1879-1881 ·
1881-1883 ·
1883-1884 ·
1884-1886 ·
1886-1887 ·
1887-1888 ·
1888-1891 ·
1891-1894 ·
1894-1897 ·
1897-1901 ·
1901-1905 ·
1905-1909 ·
1909-1913 ·
1913-1917 ·
1917-1918 ·
1918-1922 ·
1922-1925 ·
1925-1929 ·
1929-1933 ·
1933-1937 ·
1937-1946 ·
1946-1948 ·
1948-1952 ·
1952-1956 ·
1956-1959 ·
1959-1963 ·
1963-1967 ·
1967-1971 ·
1971-1972 ·
1972-1977 ·
1977-1981 ·
1981-1982 ·
1982-1986 ·
1986-1989 ·
1989-1994 ·
1994-1998 ·
1998-2002 ·
2002-2003 ·
2003-2006 ·
2006-2010 ·
2010-2012 ·
2012-2017 ·
2017-2021 ·
2021-2023 ·
2023-heden
Overzicht historische zetelverdeling